# با طعم و سلیقه تو
با طعم و سلیقهٔ تو (انگلیسی: Tastefully Yours؛‏ کره‌ای: 당신의 맛) مجموعه تلویزیونی محصول کره جنوبی سال ۲۰۲۵ ساختهٔ هان جون هی، به نویسندگی جونگ سو یون، به کارگردانی پارک دان هی و با بازی کانگ ها نول، گو مین شی، کیم شین روک و یو سو بین است. این مجموعه از ۱۲ مه ۲۰۲۵، روزهای دوشنبه و سه‌شنبه ساعت ۲۲:۰۰ (کی‌اس‌تی) از ئی‌ان‌ای پخش شد و به صورت همزمان برای استریم در جینی تی‌وی قابل دسترسی است.

## بازیگران

### اصلی
- کانگ ها نول در نقش هان بوم وو[۲]
- گو مین شی در نقش مو یون جو[۲]
- کیم شین روک در نقش جین میونگ سوک[۲]
- یو سو بین در نقش شین چون سونگ[۲]
- هونگ هوا یون در نقش جانگ یونگ هه[۳]